# Ивановка (Гуровская сельская община)
Ива́новка (укр. Іванівка) — село в Гуровской сельской общине Кропивницкого района Кировоградской области Украины.
До 2020 года входило в Долинский район
Население по данным 2025 года составляет 372 человека. Население по переписи 2001 года составляло 546 человек. Почтовый индекс — 28513. Телефонный код — 5234. Занимает площадь 2,315 км². Код КОАТУУ — 3521983001.